# 新疆医科大学行政楼建筑群
新疆医科大学行政楼建筑群（維吾爾語：شىنجاڭ تېببىي داشۆسىنىڭ مەمۇرىيەت بىنالىرى‎）是1955年为新疆医学中心区（今新疆医科大学）修建的建筑群，由5栋建筑构成。该建筑群设计建设工程为156项重点工程，由苏联设计并监督施工，中方（中国大陆）出资和施工。建筑群设计参考自列宁格勒第一医学院（今圣彼得堡巴甫洛夫国立第一医科大学）的多处建筑，建筑群均为苏式建筑风格建筑。新疆医科大学行政楼建筑群位于中国新疆维吾尔自治区乌鲁木齐市新市区新疆医科大学院内。
2004年，新疆医科大学行政楼建筑群被列为乌鲁木齐市文物保护单位。

## 历史

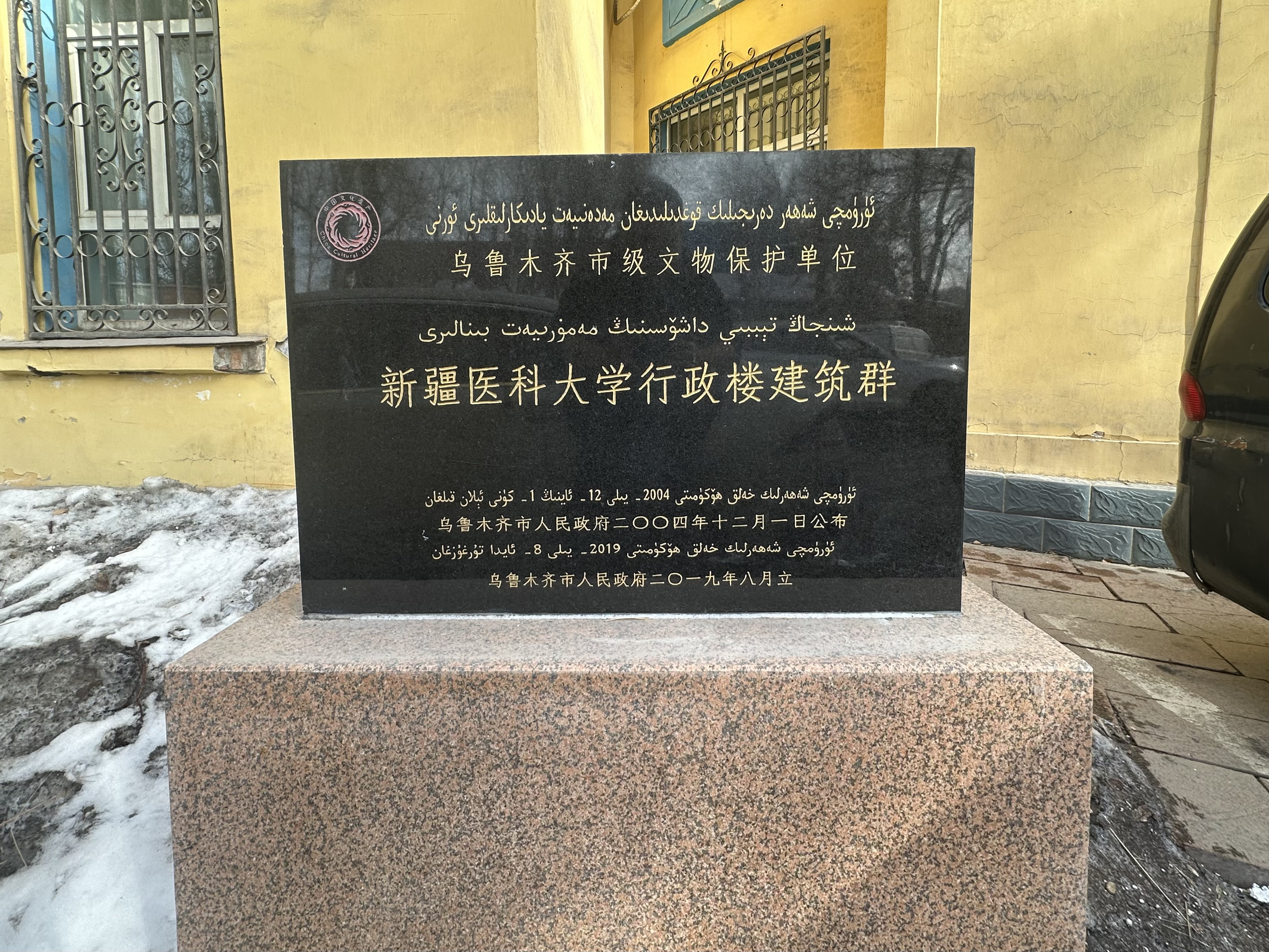
新疆医科大学行政楼建筑群是乌鲁木齐市文物保护单位

1950年，《中苏友好同盟互助条约》签订期间，在苏联访问的新疆省人民政府副主席赛福鼎·艾则孜向毛泽东、周恩来等人传达新疆缺乏卫生医疗条件，缺少医院、医疗人员、药物，急需建立医学学府的情况。因此中华人民共和国中央人民政府根据《中苏贸易协定》与苏联签订修建新疆医学中心区（即之后的新疆医学院、新疆医科大学）的项目合同。该工程是156项重点工程之一。苏联保健部国家保健工程设计局负责设计医学中心区项目，当年总工程师赫鲁斯特洛夫等人前往迪化（今乌鲁木齐市）勘查。1952年完成设计并完成审定。设计局共计设计34项、超过74800平方米建筑面积的建筑，其设计参考自列宁格勒第一医学院（今圣彼得堡巴甫洛夫国立第一医科大学）之建筑。
学校选址于乌鲁木齐城北，距离迪化城墙4千米的鲤鱼山脚下。学校建设之前，此处为戈壁滩，存数处土房院落。1954年3月，医学中心区的筹备处建立。3个月后，基建处成立。1954年7月，在医学中心区的开工典礼举行，典礼上中共中央新疆分局、新疆省人民政府领导人王恩茂、赛福鼎·艾则孜、高锦纯等人参与奠基仪式。
医学中心区的建筑原则以简便和坚固为主，设计方案中明确因“节省资材”，应尽量使用本地建材。所以在建设时使用的建材、设备方面，采取“先国内（中国大陆）、后国外”的原则。苏联方面，总工程师赫鲁斯特洛夫、锅炉安装专家克力缅科、卫生设备专家菲利蒙、电气设备专家贝汉诺夫等人在现场指导施工。新疆方面除基建处人员外，中国人民解放军新疆建筑工程队第二团也参与到建设之中。1955年，新疆医学院筹建委员会成立，新疆医学院开始在建设的同时，开展教学准备工作。如今的新疆医科大学行政楼建筑群也与此时修建。1956年10月，新疆医学院成立，学校的基础设施建设告一段落。
2003年，乌鲁木齐市组织调查乌鲁木齐市境内的历史文化建筑，新疆医科大学行政楼建筑群被调查。2004年11月，第四批乌鲁木齐市文物保护单位公布，新疆医科大学行政楼建筑群位列其中。2014年，中国俄罗斯友好协会等组织发布《“156项工程”工业遗产保护倡议书》，其中包括新疆医科大学的文化遗产。2024年，乌鲁木齐市人民政府印发《公布乌鲁木齐市32处市级文物保护单位、保护范围、建设控制地带》，划定了新疆医科大学行政楼建筑群的保护范围及建设控制地带。

## 建筑
新疆医科大学行政楼建筑群位于中华人民共和国新疆维吾尔自治区乌鲁木齐市新疆医科大学院内，由构成小院的5栋建筑组成，因纪念苏联的援建，小院名为苏园。建筑群布局、规模，各建筑的主体结构基本维持原状，因建筑仍在使用，内外墙面等有改动和装修。
新疆医科大学行政楼建筑群的5栋建筑是受到斯大林式建筑风格影响的苏式建筑。建筑群各建筑均为两层砖木结构建筑，且顶均为绿色铁皮屋顶，存有木挑檐，屋檐檐口处有古典建筑线角，顶部设有老虎窗。门楣、窗楣以半圆形居多，窗户的上部、下部，屋檐下墙面存石膏花饰。外墙以黄色为主。建筑群中位于苏园东南角侧苏园1幢整体平面呈“L”字形，建筑东南角开正门，此处平面呈圆形，内由8根圆柱支撑门厅，设有连续、且有石膏装饰的拱。